# Grzegorz Skwara
Grzegorz Skwara (ur. 2 sierpnia 1975 w Blachowni) – były polski piłkarz, grający na pozycji pomocnika, trener.

## Kariera zawodnicza
Przygodę z piłką nożną rozpoczął w juniorach Pogoni Blachownia, z której trafił w 1990 do Rakowa Częstochowa. Z częstochowską drużyną w 1994 awansował do Ekstraklasy. 
W 1999 przeszedł z Rakowa do szwajcarskiego FC Solothurn, z którego wrócił po pół roku do Polski, aby kontynuować karierę w Ruchu Chorzów. Po jednej rundzie trafił do KS Myszków, gdzie spędził tylko wiosnę sezonu 2000/01. Następnie rozegrał cały sezon w barwach Ceramiki Opoczno, aby odejść później do Górnika Łęczna. Po jednym sezonie awansował z Górnikiem do Ekstraklasy, w której spędził cały rok. Później odszedł do KSZO Ostrowiec Świętokrzyski, skąd po 2,5 roku zdecydował się na wyjazd do greckiego APS Zákynthos. 
Po pół roku wrócił do Rakowa, w którym rozpoczął przygodę z seniorską piłką. Łącznie na pierwszym, drugim i trzecim poziomie rozgrywkowym strzelił dla Rakowa 60 goli w 224 meczach, ponadto zdobył dla klubu 9 goli w rozgrywkach Pucharu Polski. Po jednym sezonie, spędzonym w Częstochowie, przeszedł do Floty Świnoujście, na początku rozgrywek 2008/09.
15 stycznia 2009 został zatrzymany przez policję pod zarzutem korupcji. Zarzuty dotyczyły okresu gry w Górniku Łęczna. 1 lutego 2009 w związku z zawieszeniem zawodnika przez PZPN, zespół Floty rozwiązał kontrakt z zawodnikiem. Po półrocznej przerwie, w czasie której występował w niemieckim SV Eintracht Seebad Ahlbeck 48 wrócił do drużyny ze Świnoujścia. Po roku gry dla Floty podpisał z początkiem sezonu 2010/11 kontrakt z MKS Kluczbork, z którego odszedł po rundzie jesiennej. 10 stycznia 2011 podpisał umowę z Olimpią Elbląg. Aktualnie gra w Flocie Świnoujście.
Na swoim koncie ma także 32 mecze w młodzieżowej reprezentacji Polski. Występował także w europejskich pucharach z zespołem Ruchu Chorzów. 28 września 2000 w meczu rewanżowym I rundy Pucharu UEFA przeciwko Interowi Mediolan strzelił honorową bramkę dla polskiego zespołu, który ostatecznie przegrał spotkanie na San Siro 1-4.
W 2021 r. został wybrany przez redakcję portalu igol.pl do jedenastki stulecia Rakowa.

## Sukcesy

### Klubowe

#### Raków Częstochowa
- Mistrzostwo grupy III ligiː 1989/1990
- Mistrzostwo grupy II ligiː 1993/1994

#### Górnik Łęczna
- 3. miejsce II ligiː 2002/2003